# Рудзінець
Рудзінець (пол. Rudziniec, нім. Rudzinitz, 1936-1945: Rudgershagen) — село в Польщі, у гміні Рудзінець Гливицького повіту Сілезького воєводства.
Населення — 1647 осіб (2011).
У 1975—1998 роках село належало до Катовицького воєводства.

## Демографія
Демографічна структура станом на 31 березня 2011 року:
|          | Загалом | Допрацездатний вік | Працездатний вік | Постпрацездатний вік |
| -------- | ------- | ------------------ | ---------------- | -------------------- |
| Чоловіки | 797     | 150                | 524              | 123                  |
| Жінки    | 850     | 142                | 485              | 223                  |
| Разом    | 1647    | 292                | 1009             | 346                  |